# Philip Glass
Philip Glass (n. 31 ianuarie 1937, Baltimore, America Britanică⁠(d), Regatul Marii Britanii) este un compozitor american. Este adesea considerat cel mai influent compozitor al sfîrșitului de secol 20. Muzica sa e de asemenea adesea descrisă controversat ca minimalistă, împreună cu lucrările altor „minimaliști de seamă” La Monte Young, Terry Riley și Steve Reich.

## Biografie
Mai tîrziu el s-a distanțat însăși de etichetarea sa ca "minimalist", descriindu-se în schimb ca un compositor de "muzică cu structuri repetitive." Deși primele sale compoziții muzicale mature împart mult cu ceea ce se numește în mod normal "minimalist", el a evoluat stilistic. În prezent, el se descrie ca fiind un "clasic", subliniind că este instruit în armonie și  Contrapunct și a studiat compozitori ca Franz Schubert, Johann Sebastian Bach și Wolfgang Amadeus Mozart cu Nadia Boulanger. 
Glass este un compozitor prolific: el a scris lucrări pentru grupul muzical pe care l-a fondat, Philip Glass Ensemble (în cadrul căruia interpretează la clape), precum și opere muzicale, opere de teatru și zece simfonii, unsprezece concerte, lucrări solo, muzică de cameră, inclusiv cvartet de coarde și sonate instrumentale, și  Coloane sonore. Trei dintre coloanele sale sonore au fost nominalizate pentru Premiul Oscar.
Printre prietenii lui Glass se numără mulți artiști și colaboratori de-ai săi, inclusiv artiști vizuali (Richard Serra, Chuck Close), scriitori (Doris Lessing, David Henry Hwang, Allen Ginsberg), regizori de teatru și film (incluzînd Errol Morris, Robert Wilson, JoAnne Akalaitis, Godfrey Reggio, Paul Schrader, Martin Scorsese, Christopher Hampton, Bernard Rose, și mulți alții), coreografi (Lucinda Childs, Jerome Robbins, Twyla Tharp), musizicieni și compozitori (Ravi Shankar, David Byrne, dirijorul Dennis Russell Davies, Foday Musa Suso, Laurie Anderson, Linda Ronstadt, Paul Simon, Joan LaBarbara, Arthur Russell, David Bowie, Brian Eno, Roberto Carnevale, Patti Smith, Aphex Twin, Lisa Bielawa, Andrew Shapiro, John Moran, Bryce Dessner și Nico Muhly). Printre colaboratorii recenți a lui Glass sunt colegii New Yorkezi Woody Allen, Stephen Colbert, și poetul și compozitorul Leonard Cohen.
Potrivit unui interviu, Franz Schubert este compozitorul preferat a lui Glass, cu care el împărtășește ziua de naștere.

## Filme despre Philip Glass
- 1976–Music With Roots in the Aether: Opera for Television. Tape 2: Philip Glass. Produs și Regizat de Robert Ashley.
- 1983–Philip Glass. From Four American Composers. Regizat de Peter Greenaway.
- 1985–A Composer's Notes: Philip Glass and the Making of an Opera. Regizat de Michael Blackwood.
- 1986–Einstein on the Beach: The Changing Image of Opera. Regizat de Mark Obenhaus.
- 2005–Looking Glass. Regizat de Éric Darmon.
- 2007–glass: a portrait of Philip in twelve parts. Regizat de Scott Hicks.

## Premii și nominalizări
| Cea mai bună coloană sonoră - Cîștigat: Kundun (1998) - Cîștigat: The Truman Show (1999) - Nominalizat: The Hours (2002) Cea mai bună coloană sonoră - Câștigat: The Hours (2002) | Cea mai bună coloană sonoră - Nominalizat: Kundun (1997) - Nominalizat: The Hours (2002) - Nominalizat: Jurnalul unui scandal (2006) - 2010 NEA Opera Honors Award - 18th International Palm Springs Film Festival Award - Praemium Imperiale (2012) |